# الکس وینستون
الکس وینستون (به انگلیسی: Alex Winston) با نام کامل الکساندرا لی وینستون (به انگلیسی: Alexandra Leigh Winston) (زاده ۲۸ سپتامبر ۱۹۸۷) خواننده، ترانه‌سرا آمریکایی است.